# تیم ویلکیسون
تیم ویلکیسون (انگلیسی: Tim Wilkison؛ زادهٔ ۲۳ نوامبر ۱۹۵۹) یک تنیس‌باز اهل ایالات متحده آمریکا است.